# Јапанска окупација Филипина
Јапанска окупација Филипина (енгл. Japanese occupation of the Philippines), трајала је од јануара 1942. до краја јуна 1945, од јапанског освајања Филипина до њиховог ослобођења. Јапанци су формирали про-јапанску марионетску владу на челу са Хорхе Варгасом, али је на острву све време деловао покрет отпора, који су чинили остаци поражене америчке војске који су се повукли у планине и локални филипински устаници.

## Позадина
Јапанска инвазија на Филипине почела је 10. децембра 1941. Америчка војска, састављена углавном од Филипинаца под командом америчких официра, јачине око 11 непотпуних и слабо наоружаних дивизија (око 44.000 војника) и развучена на широком фронту, пружила је веома слаб отпор и одмах је потиснута на свим фронтовима. Манила је пала без борбе 2. јануара 1942, а остала острва заузета су до 9. маја, када је престао сваки организовани отпор. Озбиљнији отпор америчка војска пружила је само на полуострву Батан и острву Корехидор, које је пало 6. маја 1942.

## Окупација
После окупације Филипина, Јапанци су, поред војних окупационих власти, образовали јануара 1942. и филипинску грађанску управу на челу са филипинским политичаром Хорхе Варгасом (енгл. Jorge B. Vargas). Грађанска управа имала је саветодавни карактер и била је под јапанском војном контролом.

### Покрет отпора
Терор окупатора је већ 1942. изазвао отпор Филипинаца. Средиште борбе било је на острву Лузону. Но, отпор није био јединствен. Делови разбијене филипинске армије под америчком контролом прешли су на герилско ратовање. Те снаге биле су од Американаца снабдеване оружјем и ратном опремом. У октобру 1944, кад је почело искрцавање Американаца, бројале су око 25.000 људи.

### Народна антијапанска армија
Комунистичка партија Филипина (образована 1939) позвала је још на самом почетку јапанске агресије, децембра 1941, националне снеге да се уједине за борбу против Јапанаца. Већ 24. јануара 1942. јапанске окупационе власти ухапсиле су председника КП и његовог заменика и касније их ликвидирале. Фебруара 1942. од чланова КП, радничких и сељачких организација, припадника независних цркава, кинеских демократских организација формиран је Национални јединствени антијапански фронт и проглашена беспоштедна борба против окупатора. Први оружани напад извршила је 14. марта 1942. чета од 130 партизана у рејону Маниле. Национални фронт објединио је 29. марта 1942. све постојеће партизанске чете у Народну антијапанску армију (фил. Hukbalahap). За председника Војног комитета изабран је комуниста Луис Тарук (енгл. Luis Taruc), а представници сељака Алехандрино Касто (јап. Casto Alejandrino) и Матео дел Кастиљо (енгл. Mateo del Castillo) за његовог заменика и политичког комесара. Крајем лета 1942. Народна антијапанска армија имала је у свом саставу 35 чета. Водила је борбе против мањих јапанских одреда и квислиншке жандармерије у провинцијама централног дела острва Лузон. У зонама дејства Националне антијапанске армије формирани су месни народни одбори одбране, чија је дужност била да снабдевају партизанске снаге и ѕбрињавају рањенике. Великим поседницима, који су сарађивали са Јапанцима, одузимана је земља и давана сељацима, а осталима је прописивана висина закупнине за земљу дату у најам.
Јапанске казнене експедиције, које су спаљивале читава села заједно са становништвом, нису могле сломоити отпор Филипинаца. Народна антијапанска армија била је нарочито активна августа 1943. и септембра 1944. Кад су се у јануару 1945. Американци искрцали на Лузону, у редовима Народне антијапанске армије било је око 70.000 бораца (само 20.000 било је наоружано, а остали су били у резерви). Снаге филипинског покрета отпора садејствовале су Американцима у борбама за ослобођење Филипина. У току Филипинске операције Народна антијапанска армија имала је око 1.200 оружаних сукоба са окупаторима и њиховим помагачима: њени борци убили су око 25.000 јапанских војника и око 5.000 квислиншких жандарма.

## Последице
За време јапанске окупације погинуло је око 118.000 Филипинаца: 27.000 војника и 91.000 грађана.